# Bulgaria en los Juegos Olímpicos de Grenoble 1968
Bulgaria estuvo representada en los Juegos Olímpicos de Grenoble 1968 por un total de 6 deportistas que compitieron en 2 deportes.  
El equipo olímpico búlgaro no obtuvo ninguna medalla en estos Juegos.